# 小行星2206
小行星2206（2206 Gabrova）是一颗绕太阳运转的小行星，为主小行星带小行星。该小行星于1976年4月1日发现。
該小行星以保加利亞的城鎮加布羅沃命名。

## 轨道参数
小行星2206的轨道半长轴为3.0148011 UA，离心率为0.047。